# Ferrari 375 MM
De Ferrari 375 MM is een sportwagen van het Italiaanse automerk Ferrari.
De letters MM verwijst naar het succes van Ferrari op de Mille Miglia.